# Orthostichopsis praetermissa
Orthostichopsis praetermissa är en bladmossart som beskrevs av William Russell Buck 1991. Orthostichopsis praetermissa ingår i släktet Orthostichopsis och familjen Pterobryaceae. Inga underarter finns listade i Catalogue of Life.